# Jean de Broglie
Pour les autres membres de la famille, voir Maison de Broglie.
Jean de Broglie [də bʁɔj] est un homme politique français né le 21 juin 1921 à Paris, où il meurt assassiné le 24 décembre 1976.

## Biographie
Le prince Jean de Broglie est le fils du prince Amédée de Broglie et de la princesse Béatrix de Faucigny-Lucinge. Cette dernière descend du duc de Berry, fils du roi Charles X, par la fille qu'il a eue avec Amy Brown, Charlotte de Bourbon.
Par son père, Jean de Broglie descend notamment de l'écrivaine Germaine de Staël et du père de celle-ci, le banquier et ministre du roi Louis XVI, Jacques Necker.
Par sa mère, il est le petit-fils de May Ephrussi et l'arrière-petit-fils du prince Charles de Faucigny Lucinge.
Jean de Broglie est maître des requêtes au Conseil d'État.
Il est élu conseiller général de l'Eure pour le canton de Rugles en 1951 sous l'étiquette du Rassemblement du peuple français (RPF). En 1955, il est élu maire de Broglie ; il s'agit de l'ex-commune de Chambrais, dont le domaine est acquis en 1716 par le premier maréchal de Broglie, et qui prend ce nom en l'honneur de son fils en 1742, en même temps que ce fief est érigé en duché-pairie. Son descendant Jean de Broglie en est propriétaire en 1966, et il conserve ces deux mandats jusqu'à sa mort.
En 1951, il est victime de la loi sur les apparentements. Tête de liste du RPF, il obtient 19 % des voix et n'est pas élu. En 1956, tête de liste du Centre national des indépendants et paysans (CNIP), il obtient un peu moins de 11 % et n'est pas élu. La troisième tentative est fructueuse : en 1958, il est élu député de la première circonscription de l'Eure avec plus de 62 % au 2d tour, face au député communiste sortant, Rolland Plaisance, et à un candidat radical, A. Vincentelli. Il est réélu à quatre reprises.
En 1962, se présentant comme député giscardien des Républicains indépendants (RI), il bat largement l'ancien président du Conseil Pierre Mendès France, obtenant 52 % contre 29 % dans la circonscription d'Évreux. Mis en ballotage de justesse en 1967, il est réélu au 2d tour avec plus de 55 % des voix. En 1968, il est réélu au 1er tour avec un peu plus de 51 % des voix. De nouveau en ballotage en 1973 (40,5 %), il obtient au 2d tour 56,5 % des voix face à son adversaire communiste Rolland Plaisance.
Il est président de la Haute Cour de justice (17 novembre 1959 - août 1960) et juge à ce titre Abel Bonnard (écrivain et ministre du régime de Vichy).
Il est successivement secrétaire d'État chargé du Sahara (août 1961 à avril 1962), secrétaire d'État chargé de la Fonction publique (avril à novembre 1962), puis aux Affaires algériennes (1962-1966) et aux Affaires étrangères (1966-1967). Avec Louis Joxe et Robert Buron, il est l'un des négociateurs des accords d'Évian conclus entre la France et le G.P.R.A, le 18 mars 1962 qui ont mis un terme à la guerre d'Algérie. Il est président de la commission des affaires étrangères de l'Assemblée nationale entre 1968 et 1973. Il s'impose alors comme l'un des grands spécialistes des relations internationales.

## Assassinat, procès, affaire d'État

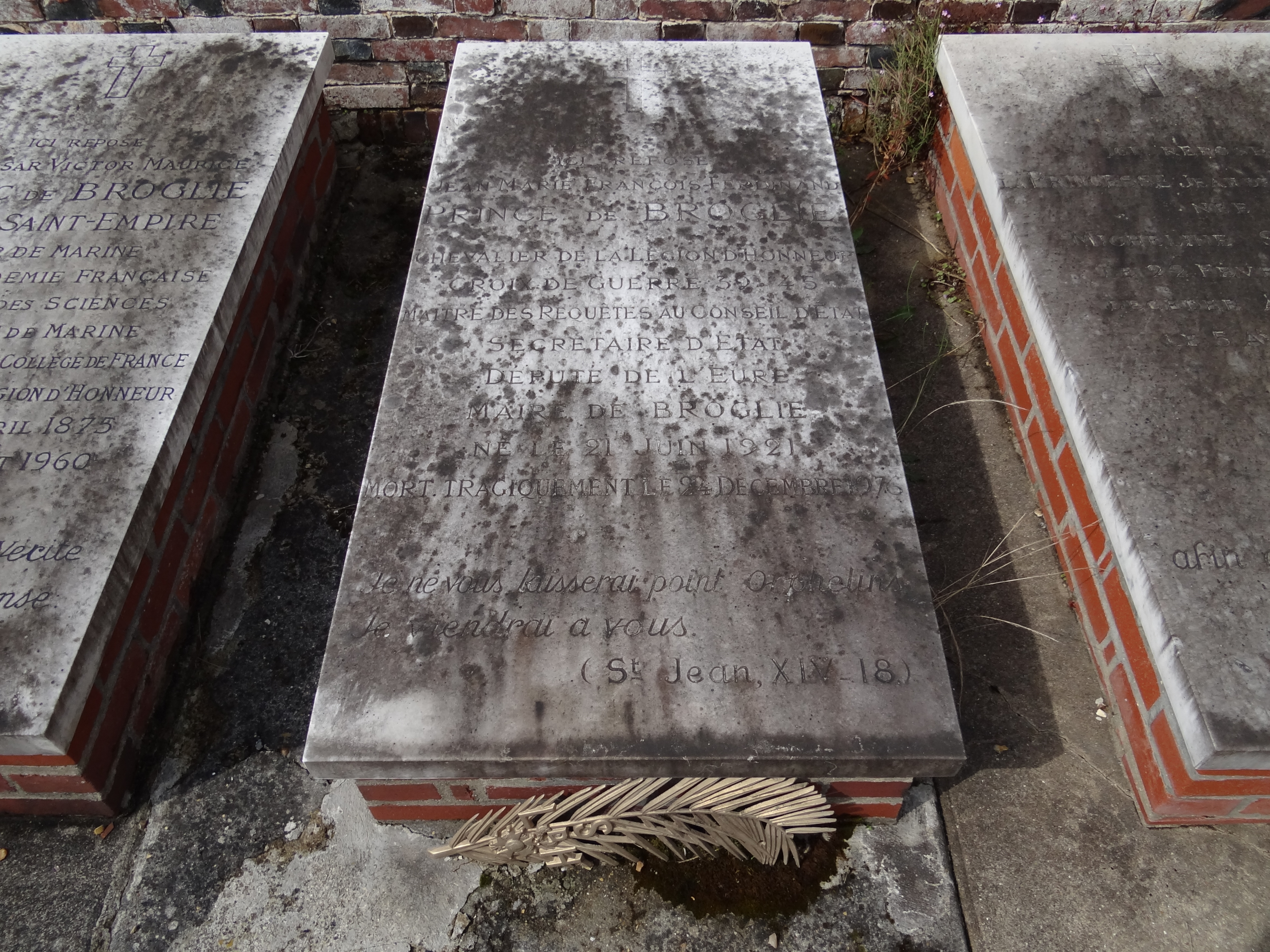
La tombe de Jean de Broglie au cimetière de Broglie (Eure).

Jean de Broglie est assassiné le 24 décembre 1976 à Paris, en sortant du domicile de Pierre de Varga, son conseiller fiscal. Celui-ci, financier au passé complexe, ancien membre de la Gestapo de Bourges où s'illustra le sinistre Pierre Paoli, apparemment infiltré en son sein par la Résistance, a mêlé Jean de Broglie à plusieurs de ses investissements troubles. À 9 h 22, le député reçoit trois balles de calibre 38 Special, deux dans la nuque et une dans la poitrine, depuis une voiture appartenant au peintre Archiguille.
Le juge Guy Floch est désigné pour instruire l'enquête cependant que, cinq jours après l'assassinat, le ministre de l'Intérieur Michel Poniatowski organise une conférence de presse dans laquelle il donne le mobile officiel, une histoire de prêt et d'assurance-vie entre Jean de Broglie, Pierre de Varga et Patrick Allenet de Ribemont, qui possède le restaurant La Reine Pédauque, rue de la Pépinière, et auquel le député a apporté une caution à concurrence de cinq millions de francs.
Varga a en effet été arrêté le jour précédent, soupçonné d'être le « personnage-clef » de l'affaire en compagnie de l'autre commanditaire. Le groupe Charles-Martel, « mystérieux groupe d'extrême droite », revendique par ailleurs l'attentat, indiquant que « le prince de Broglie avait été liquidé en tant que responsable de l'invasion de la France par les hordes nord-africaines ». Néanmoins, cette revendication semble plutôt constituer un leurre. En effet, deux rapports concernant un projet de trafic de faux bons du Trésor sont depuis plusieurs mois en possession du directeur de la Police judiciaire Jean Ducret. Ils ont été rédigés par Michel Roux, inspecteur de la dixième brigade territoriale, renseigné par l'indicateur Albert Leyris, et sont datés des 1er avril et 27 septembre 1976. Le deuxième rapport mentionne l'imminence de l'assassinat de Broglie pour un motif lié à une « indélicatesse commise par l'homme politique lors d'une affaire précédente portant sur plusieurs millions ». Il précise les identités et les adresses des trois commanditaires du trafic : MM. de Varga, de Broglie et Allenet de Ribemont. Jean Ducret explique que le projet d'émission de faux bons du Trésor mentionné dans le premier rapport n'a pas connu de suite ; de ce fait, il n'a pas accordé crédit au deuxième rapport et l'a conservé par-devers lui et oublié.
Par ailleurs, le journaliste d'investigation Alain Laville affirme qu'à la fin de mai 1976, le tueur à gages marseillais Roland Luperini, indicateur de police et familier du milieu de la fausse monnaie, recherchait un tueur pour exécuter un « contrat » sur la personne de Jean de Broglie, le budget de l'assassinat étant fixé à 70 000 francs par ses commanditaires.
Le tireur Gérard Frêche et Guy Simoné, ancien inspecteur de police et ami de Pierre de Varga, sont arrêtés le 27 et 28 décembre 1976 grâce aux indications fournies par l'informateur Albert Leyris. Interrogés par la Criminelle, ils passent aux aveux circonstanciés. À l'issue du procès le 23 décembre 1981, le tireur Gérard Frêche est condamné à dix années de prison, Serge Tessèdre, un complice qui l'a recruté, à cinq ans. Guy Simoné, défendu par Roland Dumas, est également condamné à dix ans de prison pour complicité du meurtre en tant qu'organisateur, bien que Dumas ait mis en évidence que le prince de Broglie présidait une filiale de l'entreprise espagnole Matesa, la société luxembourgeoise Sodetex SA adossée à l'Opus Dei et impliquée dans un scandale financier, l'évasion fiscale de capitaux franquistes ; Jean de Broglie avait été le trésorier des Républicains indépendants (RI), chargé à ce titre de financer la campagne présidentielle de Valéry Giscard d'Estaing en 1974 et, « aux yeux de la presse espagnole, la Sodetex avait été constituée à seule fin d'alimenter les caisses du parti centriste à venir ». Varga le commanditaire, défendu par Francis Szpiner, est condamné par la cour d'assises à dix années de réclusion pour « complicité d'assassinat ».
Les débats ne permettent pas de mettre en lumière les responsabilités exactes, comme le déplore le président André Giresse, soulignant le manque de coopération complet des services de police avec la justice et le caractère manifestement mensonger de nombreux témoignages (inspecteur Roux). Défendu par Raymond de Geouffre de La Pradelle, Patrick de Ribemont, après avoir été publiquement présenté comme coupable par Michel Poniatowski, obtient un non-lieu le 21 mars 1980 et fait condamner la France par la Cour européenne des droits de l'homme (CEDH) les 10 février 1995 et 7 août 1996, la Cour lui allouant deux millions de francs de dommages et intérêts pour violation du principe de la présomption d’innocence. Le 12 juin 1980, Varga bénéficie également devant la chambre de la cour d'appel de Paris d'un non-lieu.
Sa fille Pascale ne croit pas, 40 ans après, à la culpabilité du conseiller juridique Pierre de Varga, qui aurait voulu se désengager d’un prêt de 4 millions contracté avec le prince. Quant à Guy Simoné, accusé d'avoir organisé l'assassinat, il a réintégré ses fonctions dans la police en 1988, cinq ans après sa sortie de prison. Pierre de Varga, condamné à dix ans de prison, a bénéficié d’un traitement de faveur, avec deux cellules dont une lui servait d’atelier pour peindre,.
Réhabilité en 1988, Guy Simoné se reconvertit dans le conseil et la formation en gestion, clamant depuis son innocence. L'affaire de Broglie ayant été classée secret défense, Simoné s'efforce de reprendre l'enquête et de lever le secret défense, mais le ministère de l'Intérieur lui répond que ces informations classées secrètes ne pourront être ouvertes qu'en 2025. Simoné avance que la mort de De Broglie pourrait être liée à un trafic d'armes.

## Distinctions
- Chevalier de la Légion d'honneur (1955)

## Synthèse des fonctions politiques

### Fonctions électives
- Maire de la commune de Broglie en Normandie.
- Conseiller général de l'Eure, élu en 1951, 1958, 1964, 1970 et 1976.
- Vice-président du conseil général de l'Eure.
- Député de l'Eure, élu en 1958, 1962, 1967, 1968 et 1973.
- Membre du Parlement européen, élu en 1967[23].

### Fonctions gouvernementales
- Secrétaire d'État au Sahara, aux départements d’outre-mer et aux territoires d’outre-mer dans le gouvernement Michel Debré, du 24 août 1961 au 14 avril 1962.
- Secrétaire d'État auprès du Premier ministre, chargé de la Fonction publique dans le gouvernement Georges Pompidou I, du 15 avril 1962 au 28 novembre 1962.
- Secrétaire d'État auprès du Premier ministre, chargé des Affaires algériennes dans le gouvernement Georges Pompidou II, du 6 décembre 1962 au 8 janvier 1966.
- Secrétaire d'État aux Affaires étrangères dans le gouvernement Georges Pompidou III, du 8 janvier 1966 au 1er avril 1967.

## Descendance
Marié à Paris, le 7 juin 1948 à Micheline Segard (1925-1997), le prince Jean de Broglie a eu trois fils de cette union :
- Victor-François Marie Léon Amédée de Broglie (Paris, 25 mars 1949 - Broglie, 12 février 2012), 8e duc de Broglie, 7e prince de Broglie ; il succède à son cousin Louis de Broglie (1892-1987) ;
- Philippe-Maurice de Broglie (Paris, 28 septembre 1960), 9e duc de Broglie, 8e prince de Broglie ; il succède à son frère aîné en 2012 ;
- Louis Albert de Broglie (Paris, 15 mars 1963), prince de Broglie.

## Documentaire
- 2015 : L'Assassinat de Jean de Broglie, une affaire d'État, réalisé par Francis Gillery[27].